# Медяково (Новосибірська область)
Медяково (рос. Медяково) — село у Купинському районі Новосибірської області Російської Федерації.
Входить до складу муніципального утворення Медяковська сільрада. Населення становить 576 осіб (2010).

## Історія
Згідно із законом від 2 червня 2004 року органом місцевого самоврядування є Медяковська сільрада.

## Населення
| 2002 | 2007 | 2010 |
| ---- | ---- | ---- |
| 782  | ↘749 | ↘576 |